# بروميليا رائعة
بروميليا رائعة (الاسم العلمي:Bromelia superba) هو نوع نباتي يتبع جنس البروميليا من فصيلة البروميلية.